# Karolinówka (przystanek kolejowy)
Karolinówka – przystanek kolejowy w Karolinówce (części kolonii Karolinów), w województwie lubelskim, w Polsce.
W roku 2017 przystanek obsługiwał 0–9 pasażerów na dobę.